# Виллерт, Иоахим
Иоахим Виллерт (нем. Joachim Willert; 25 июня 1933, Дрезден — 2006, Берлин) — немецкий оперный дирижёр.
Учился в Дрездене. В 1955—1958 гг. дирижировал в Лейпциге, в 1958—1959 гг. в Ростоке, в 1959—1972 гг. в Шверине.
В 1972—1991 гг. в берлинской Комише опер, с 1974 г. главный дирижёр. Провёл, в частности, мировую премьеру детской оперы Георга Катцера «Страна Бабах» (нем. Das Land Bum-Bum; 1978).
В 1993—1998 гг. возглавлял Шлезвиг-Гольштейнский симфонический оркестр, а в 1996—2000 гг. также Шлезвиг-Гольштейнский земельный театр во Фленсбурге (в ранге генеральмузикдиректора).
Записал концерт для тубы с оркестром Иоахима Грунера с Симфоническим оркестром Берлинского радио (1982, солист Дитрих Ункродт).